# Robert Richardson
Robert Bridge Richardson (Hyannis, 27 agosto 1955) è un direttore della fotografia statunitense.
Ha vinto l'Oscar alla migliore fotografia per i film JFK - Un caso ancora aperto, The Aviator e Hugo Cabret. È uno dei tre direttori della fotografia viventi, oltre a Vittorio Storaro ed Emmanuel Lubezki, ad aver vinto per tre volte il premio.
È conosciuto per il suo stile, maturato a partire dagli anni novanta nel corso del sodalizio con Oliver Stone, caratterizzato dall'uso frequente di un'illuminazione dall'alto intensa e marcata, portata in alcuni punti fino alla sovraesposizione, che fa risaltare gli attori nell'inquadratura. Ha anche collaborato più volte coi registi Martin Scorsese e Quentin Tarantino.

## Biografia
Figlio dei gestori di una colonia estiva a Capo Cod, i suoi genitori divorziano quando era piccolo. Scopre la fotografia nei suoi anni in collegio ad Andover, nel New Hampshire. Si appassiona al cinema grazie alla visione dei film di Ingmar Bergman a un cineforum all'università del Vermont, e, presosi un anno sabbatico dagli studi, lavora fino a permettersi una cinepresa Bolex.
Si iscrive quindi alla Rhode Island School of Design e all'American Film Institute Conservatory, decidendo infine di specializzarsi in fotografia cinematografica: all'AFI, fa da tirocinante a Néstor Almendros sul set di Una lama nel buio (1981) e a Sven Nykvist, direttore della fotografia di Bergman, su quello di Cannery Row (1982). Il suo primo lavoro da professionista in tal senso è nel documentario sulla Western States Endurance Run lo stesso anno. Firma la direzione della fotografia di The Front Line (1984), documentario sulla guerra civile di El Salvador, finendo più volte coinvolto in scontri a fuoco mentre gira la parte sugli squadroni della morte filogovernativi, per la quale ha dovuto indossare un giubbotto antiproiettile.
Grazie alle sue riprese a macchina a mano in The Front Line, Richardson viene scelto da Oliver Stone per un altro film sul conflitto, Salvador (1986), esordendo quindi alla fotografia di un lungometraggio hollywoodiano a soli 28 anni. Il regista lo vuole anche nel successivo Platoon, girato in economia di mezzi nella giungla filippina, esperienza a cui Richardson ha attribuito il merito per la sua etica lavorativa assieme a quella di The Front Line. In seguito al successo del film, per il quale viene candidato all'Oscar alla migliore fotografia, quella tra i due diverrà una simbiosi pressoché ininterrotta negli anni seguenti, portata avanti in rapida successione con film come Wall Street (1987), Nato il quattro luglio (1989) e The Doors (1991).
Secondo Robert Legato, lo «stile Richardson» si manifesterà però solo a partire da JFK - Un caso ancora aperto del 1991, dove sperimenta un'ampia varietà di tecniche di ripresa, formati e pellicole cinematografiche (passando dal Super 8 come il filmato di Zapruder al 16mm in bianco e nero, fino al 35mm standard a seconda del tipo di scena e periodo storico); il film gli vale il suo primo premio Oscar, che non ritirerà di persona a causa dell'ansia da pubblico già incontrata quando era candidato con Platoon. Questa cifra stilistica «caleidoscopica» viene portata fino all'estremo in Assassini nati (1994), dove Richardson filtra inoltre le scene più violente e allucinate attraverso un'irreale tonalità verdastra.
Un'altra collaborazione degne di nota è stata quella col documentarista Errol Morris, specialmente in Fast, Cheap & Out of Control, dello stesso anno, il cui approccio fotografico e di montaggio vicino a JFK è stato definito «sperimentale come Stan Brakhage».
Nel 1995 dirige la fotografia di Casinò di Martin Scorsese, con cui aveva già cercato di collaborare da Cape Fear - Il promontorio della paura (1991), per il quale aveva in mente un tono più simile alle opere di Ralph Eugene Meatyard. Il sodalizio con Scorsese rappresenta una sfida diversa per Richardson, che dichiarerà: «avevo letto una prima versione [di Casinò] e buttato giù delle idee per le inquadrature e altre cose nel film, come avevo sempre fatto con Olivier. Marty mi chiama improvvisamente [...] e, in maniera molto educata – è un vero signore – mi fa: "Bob, ho ricevuto le tue note. Non gli ho dato nemmeno un'occhiata, né lo farò mai. Quando avrò finito di scrivere la sceneggiatura e ne sarò soddisfatto, ti fornirò le mie note per ogni singola inquadratura del film." E questo è tutto. Alcuni [registi] preferiscono essere aiutati [...] [ma] quella con Marty non è una collaborazione, o meglio, lo è in termini di illuminazione». Col tempo, secondo Robert Legato, Richardson ha cominciato però a intervenire in modo sempre maggiore nel processo artistico. Per la fotografia del film di Scorsese The Aviator (2004), ha vinto il suo secondo Oscar, stavolta ritirato di persona.
A partire da Kill Bill: Volume 1 (2003), Richardson comincia a dirigere la fotografia dei film di Quentin Tarantino ad eccezione di Grindhouse - A prova di morte. Nel 2012 ha vinto il suo terzo Oscar per Hugo Cabret, la sua ultima collaborazione con Scorsese. L'anno seguente si è reso protagonista di una polemica, spingendo affinché la Paramount rimuovesse il suo nome dai credits di World War Z siccome la tavolozza digitale del film era stata alterata senza il suo consenso; alla fine, Ben Seresin è stato il direttore della fotografia accreditato. Per girare The Hateful Eight (2015), Richardson ha utilizzato il formato Ultra Panavision 70mm, in disuso dal 1966, dando inizio a una riscoperta dei suoi obiettivi all'interno dell'industria cinematografia.

## Filmografia
- Salvador, regia di Oliver Stone (1986)
- Platoon, regia di Oliver Stone (1986)
- Dudes, diciottenni arrabbiati (Dudes), regia di Penelope Spheeris (1987)
- Wall Street, regia di Oliver Stone (1987)
- Otto uomini fuori (Eight Men Out), regia di John Sayles (1988)
- Talk Radio, regia di Oliver Stone (1988)
- Nato il quattro luglio (Born on the Fourth of July), regia di Oliver Stone (1989)
- The Doors, regia di Oliver Stone (1991)
- La città della speranza (City of Hope), regia di John Sayles (1991)
- JFK - Un caso ancora aperto (JFK), regia di Oliver Stone (1991)
- Codice d'onore (A Few Good Men), regia di Rob Reiner (1992)
- Tra cielo e terra (Heaven & Earth), regia di Oliver Stone (1993)
- Assassini nati (Natural Born Killers), regia di Oliver Stone (1994)
- Casinò (Casino), regia di Martin Scorsese (1995)
- Gli intrighi del potere - Nixon (Nixon), regia di Oliver Stone (1995)
- Fast, Cheap & Out of Control, regia di Errol Morris – documentario (1997)
- U Turn - Inversione di marcia (U Turn), regia di Oliver Stone (1997)
- Sesso & potere (Wag the Dog), regia di Barry Levinson (1997)
- L'uomo che sussurrava ai cavalli (The Horse Whisperer), regia di Robert Redford (1998)
- La neve cade sui cedri (Snow Falling on Cedars), regia di Scott Hicks (1999)
- Al di là della vita (Bringing Out the Dead), regia di Martin Scorsese (1999)
- Powder Keg, regia di Alejandro González Iñárritu – cortometraggio (2001)
- Le quattro piume (The Four Feathers), regia di Shekhar Kapur (2002)
- Kill Bill: Volume 1, regia di Quentin Tarantino (2003)
- Kill Bill: Volume 2, regia di Quentin Tarantino (2004)
- The Aviator, regia di Martin Scorsese (2004)
- The Good Shepherd - L'ombra del potere (The Good Shepherd), regia di Robert De Niro (2006)
- Shine a Light, regia di Martin Scorsese – documentario (2008)
- Standard Operating Procedure - La verità dell'orrore (Standard Operating Procedure), regia di Errol Morris – documentario (2008)
- Bastardi senza gloria (Inglourious Basterds), regia di Quentin Tarantino (2009)
- Shutter Island, regia di Martin Scorsese (2010)
- Mangia prega ama (Eat Pray Love), regia di Ryan Murphy (2010)
- George Harrison: Living in the Material World, regia di Martin Scorsese – documentario (2011)
- Hugo Cabret (Hugo), regia di Martin Scorsese (2011)
- Django Unchained, regia di Quentin Tarantino (2012)
- World War Z, regia di Marc Forster (2013) - non accreditato[5]
- The Hateful Eight, regia di Quentin Tarantino (2015)
- La legge della notte (Live by Night), regia di Ben Affleck (2016)
- Ogni tuo respiro (Breathe), regia di Andy Serkis (2017)
- Resta con me (Adrift), regia di Baltasar Kormákur (2018)
- A Private War, regia di Matthew Heineman (2018)
- C'era una volta a... Hollywood (Once Upon a Time... in Hollywood), regia di Quentin Tarantino (2019)
- JFK Revisited: Through the Looking Glass, regia di Oliver Stone – documentario (2021)
- Venom - La furia di Carnage (Venom: Let There Be Carnage), regia di Andy Serkis (2021)
- Emancipation - Oltre la libertà (Emancipation), regia di Antoine Fuqua (2022)
- Air - La storia del grande salto (Air), regia di Ben Affleck (2023)
- The Equalizer 3 - Senza tregua (The Equalizer 3), regia di Antoine Fuqua (2023)

## Riconoscimenti
- Premio Oscar
  - 1987 - Candidatura alla migliore fotografia per Platoon
  - 1990 - Candidatura alla migliore fotografia per Nato il quattro luglio
  - 1992 - Migliore fotografia per JFK - Un caso ancora aperto
  - 2000 - Candidatura alla migliore fotografia per La neve cade sui cedri
  - 2005 - Migliore fotografia per The Aviator
  - 2010 - Candidatura alla migliore fotografia per Bastardi senza gloria
  - 2012 - Migliore fotografia per Hugo Cabret
  - 2013 - Candidatura alla migliore fotografia per Django Unchained
  - 2016 - Candidatura alla migliore fotografia per The Hateful Eight
  - 2020 - Candidatura alla migliore fotografia per C'era una volta a... Hollywood
- Premio BAFTA
  - 1988 - Candidatura alla migliore fotografia per Platoon
  - 2005 - Candidatura alla migliore fotografia per The Aviator
  - 2010 - Candidatura alla migliore fotografia per Bastardi senza gloria
  - 2012 - Candidatura alla migliore fotografia per Hugo Cabret
- Critics' Choice Award
  - 2010 - Candidatura alla migliore fotografia per Bastardi senza gloria
  - 2012 - Candidatura alla migliore fotografia per Hugo Cabret
  - 2016 - Candidatura alla migliore fotografia per The Hateful Eight
  - 2020 - Candidatura alla migliore fotografia per C'era una volta a... Hollywood
- Chicago Film Critics Association Award
  - 1999 - Candidatura alla migliore fotografia per L'uomo che sussurrava ai cavalli
  - 2000 - Migliore fotografia per La neve cade sui cedri
  - 2004 - Migliore fotografia per The Aviator
  - 2009 - Candidatura alla migliore fotografia per Bastardi senza gloria
  - 2010 - Candidatura alla migliore fotografia per Shutter Island
  - 2011 - Candidatura alla migliore fotografia per Hugo Cabret
  - 2015 - Candidatura alla migliore fotografia per The Hateful Eight
  - 2019 - Candidatura alla migliore fotografia per C'era una volta a... Hollywood
- Independent Spirit Awards
  - 1987 - Migliore fotografia per Platoon
  - 1987 - Candidatura alla migliore fotografia per Salvador
  - 1989 - Candidatura alla migliore fotografia per Talk Radio
- National Society of Film Critics Award
  - 2012 - Candidatura alla migliore fotografia per Hugo Cabret
  - 2020 - Candidatura alla migliore fotografia per C'era una volta a... Hollywood
- Satellite Award
  - 2000 - Candidatura alla migliore fotografia per La neve cade sui cedri
  - 2005 - Candidatura alla migliore fotografia per The Aviator
  - 2009 - Candidatura alla migliore fotografia per Bastardi senza gloria
  - 2010 - Candidatura alla migliore fotografia per Shutter Island
  - 2011 - Candidatura alla migliore fotografia per Hugo Cabret